# Jörg Keller (Bildschnitzer)
Jörg Keller (* vor 1497; † um den 27. April 1522) war ein Bildhauer und Bildschnitzer der Spätgotik, der vor allem in Luzern wirkte.

## Leben
Jörg Keller wird archivalisch erstmals 1497/1498 erwähnt. 1499 nahm er am Schwabenkrieg teil und war spätestens seit 1500 Bürger der Stadt Luzern.
Belegt sind zwei Ehen. Der Name der ersten Braut ist nicht bekannt, während die zweite Ehefrau Margreth von Hospental war.
Er war Mitglied der örtlichen Bekrönungsbruderschaft und war als solches an der Errichtung des Hochaltarretabels in der Hofkirche im Jahr 1501 beteiligt, das sich nicht erhalten hat.
Ab 1512 ist er mehrmals als Mitglied des Neunergerichts in Luzern bezeugt.
Keller fiel bei der Schlacht bei Bicocca.

## Arbeiten
Aufgrund stilistischer und formaler Kriterien wurde eine Ausbildung am Oberrhein oder in Schwaben angenommen.
Einzig sicher zuweisbares Werk Jörg Kellers ist das signierte Marien-Retabel aus dem Jahr 1509 in der Kirche St. Marien in Münster-Geschinen im Kanton Wallis. Auch die Ölberggruppe der Vorhalle und der Kruzifixus sollen aus Kellers Werkstatt stammen.